# Анрі Беро
Анрі Беро (фр. Henri Béraud; 21 вересня 1885, Ліон — 24 жовтня 1958, Сен-Клеман-де-Бален) — французький письменник і журналіст. У 1945 році за співпрацю з нацистами був засуджений до смертної кари, пізніше заміненої на довічне ув'язнення.

## Життєпис
Анрі Беро був сином пекаря. У 1903 році він почав свою роботу в журналістиці. З лютого 1917 року співпрацював з сатиричним тижневиком «Канар аншене», отримавши рекомендації Поля Вайяна-Кутюр'є і Ролана Доржелеса. Беро пов'язувала велика дружба з Альбером Лондре. Він також писав для журналу «Le Crapouillot», заснованого Жаном Гальт-Буасьером. Публікував розповіді, короткі серії, дослідження по ліонському гумору, і особливо полемічні статті. У 1920 році відвідав Москву, про що написав книгу «Ce que j'ai vu à Moscou».
Пізніше він став одним із найбільш продаваних романістів і репортерів Франції і в 1922 році отримав Гонкурівську премію. У 1934—1944 роках був також міжнародним репортером у «Le Petit Parisien» і «Paris-Soir». Він дотримувався англофобськіх і частково антисемітських поглядів. Ці фактори призвели його до підтримки режиму Віші, зокрема, до співпраці з фашистським тижневиком «Gringoire». Джордж Орвелл назвав його «найбільш огидною ганчіркою, яку тільки можна собі уявити», вказуючи на його ненависть до англійців і критику «Вільної Франції» (хоча при цьому Анрі Беро і засуджував нацизм).
За співпрацю з урядом Віші в 1945 році був засуджений до смертної кари. Але завдяки втручанню кількох письменників, в тому числі Франсуа Моріака, прем'єр-міністр Шарль де Голль помилував Анрі Беро, замінивши смертну кару на довічне ув'язнення. 
У 1950 році був звільнений за станом здоров'я. Помер вісім років по тому.